# Politique dans les Bouches-du-Rhône
Le département français des Bouches-du-Rhône est un département créé le 4 mars 1790. 
Les 119 actuelles communes, dont presque toutes sont regroupées en intercommunalités, sont organisées en 29 cantons permettant d'élire les conseillers départementaux. La représentation dans les instances régionales est quant à elle assurée par 47 conseillers régionaux. Le département est également découpé en seize circonscriptions législatives, et est représenté au niveau national par neuf députés et huit sénateurs. 
Traditionnellement associé au « Midi rouge », les Bouches-du-Rhône sont un département de tradition industrielle resté longtemps un fief de la gauche socialiste et communiste. 

## Histoire politique
Clovis Hugues, le premier député socialiste de France, est élu dans les Bouches-du-Rhône en 1881. Après la Seconde Guerre mondiale, la SFIO et le PCF dominent largement le département. Le socialiste Gaston Defferre est maire de Marseille de 1953 à 1986 alors que les communistes sont implantés dans de nombreuses communes autour de Marseille, notamment Gardanne, Arles, Aubagne, Martigues La Penne-sur-Huveaune, Port-de-Bouc, Port-Saint-Louis-du-Rhône, La Ciotat, Berre-l'Étang, etc. François Mitterrand est en tête dans les Bouches-du-Rhône en 1965, 1974, 1981 et 1988.
La domination de la gauche s'effrite à partir des années 1990. En 1995, la droite s'empare de la mairie de Marseille et, pour la première fois, le candidat du RPR est devant le candidat socialiste lors de l'élection présidentielle. Cette période est également celle de la montée du Front national, qui réalise dans les Bouches-du-Rhône parmi ses meilleurs scores : en 1995 le parti d'extrême-droite remporte notamment la mairie de Marignane puis, en 1997 lors d'une élection partielle, celle de Vitrolles. Jean-Marie Le Pen arrive en tête dans le département lors du premier tour des élections présidentielles de 1995 et 2002.
Toutefois, malgré une forte tendance à voter à droite lors des scrutins nationaux, notamment en 2007 et 2012 où Nicolas Sarkozy remporte à chaque fois le département, les Bouches-du-Rhône élisent toujours de nombreux élus locaux socialistes : la majorité PS du Conseil général est solide et les socialistes ont remplacé les communistes dans certaines communes (Berre-l'Étang et les Quartiers nord de Marseille par exemple). Le PCF dispose toujours de quelques fiefs, notamment Gardanne, Martigues, Aubagne et Arles.

## Représentation politique et administrative

### Préfets et arrondissements

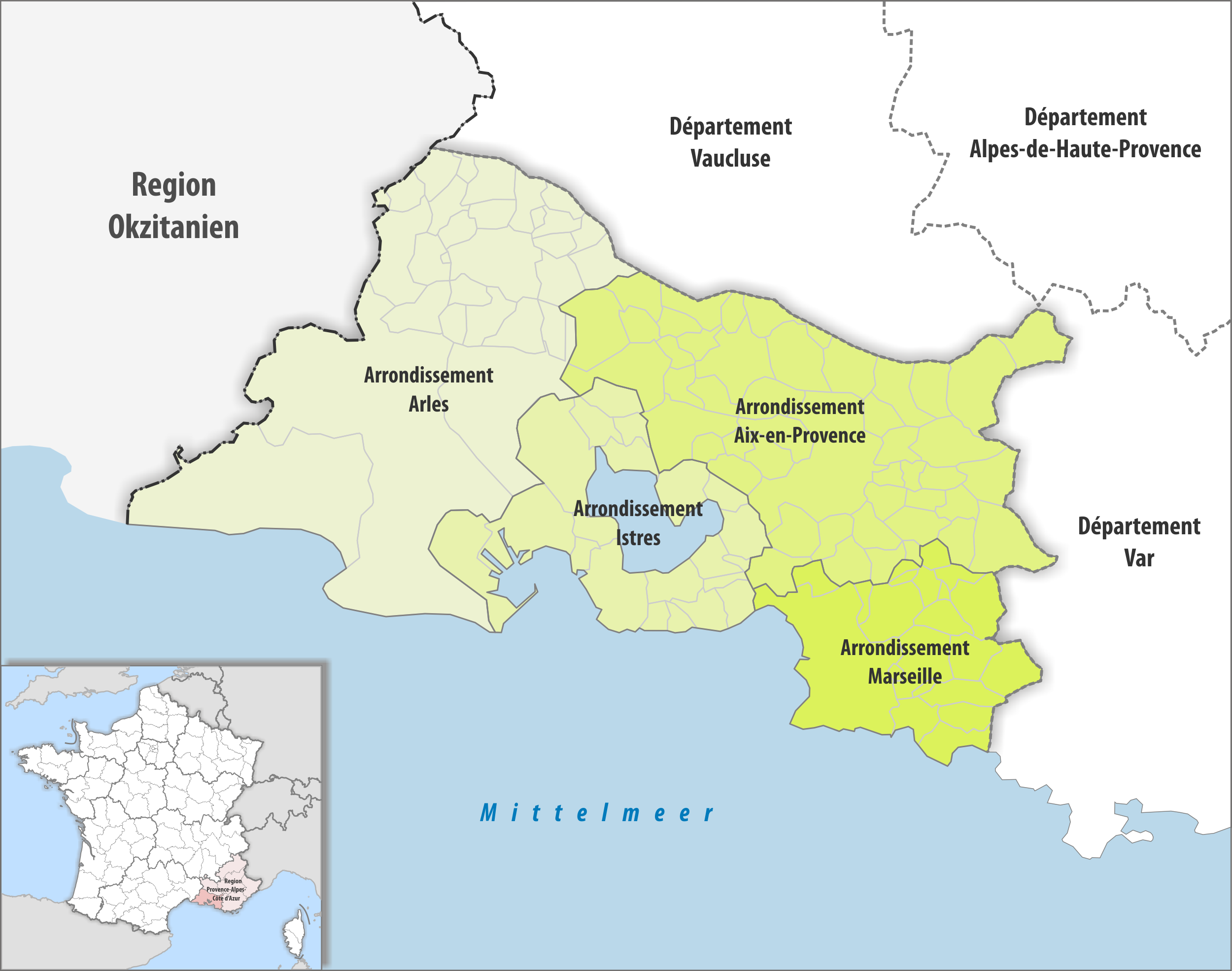
Arrondissements

La préfecture des Bouches-du-Rhône est localisée à Marseille. Le département possède en outre trois sous-préfectures à Aix-en-Provence, Istres et Arles.

### Députés et circonscriptions législatives

Circonscriptions et affiliations à l'issue des élections de 2024.

| Circ. | Nom               |  | Parti | Groupe                               | Suppléant             |
| ----- | ----------------- |  | ----- | ------------------------------------ | --------------------- |
| 1re   | Monique Griseti   |  | RN    | Rassemblement national               | Martine Piazza        |
| 2e    | Laurent Lhardit   |  | PS    | Socialistes et apparentés            | Marie-Hélène Amsallem |
| 3e    | Gisèle Lelouis    |  | RN    | Rassemblement national               | Thibaut Charpentier   |
| 4e    | Manuel Bompard    |  | LFI   | La France insoumise                  | Kalila Sevin          |
| 5e    | Hendrik Davi      |  | L'AP  | Écologiste et social                 | Pauline Tournier      |
| 6e    | Olivier Fayssat   |  | UDR   | Union des droites pour la République | Valérie Toulza        |
| 7e    | Sébastien Delogu  |  | LFI   | La France insoumise                  | Lilia Aziz            |
| 8e    | Romain Tonussi    |  | RN    | Rassemblement national               | Daniel Captier        |
| 9e    | Joëlle Mélin      |  | RN    | Rassemblement national               | Jean-Louis Geiger     |
| 10e   | José Gonzalez     |  | RN    | Rassemblement national               | Stéphane Simond       |
| 11e   | Marc Pena         |  | PS    | Socialistes et apparentés            | Magali Bailleul       |
| 12e   | Franck Allisio    |  | RN    | Rassemblement national               | Éric Le Disses        |
| 13e   | Emmanuel Fouquart |  | RN    | Rassemblement national               | Gisèle Gonzalez       |
| 14e   | Gérault Verny     |  | UDR   | Union des droites pour la République | Jean-Pierre Rayne     |
| 15e   | Romain Baubry     |  | RN    | Rassemblement national               | Chantal Alex          |
| 16e   | Emmanuel Taché    |  | RN    | Rassemblement national               | Valérie Villanove     |

### Sénateurs
| Nom                    |  | Parti | Groupe | Autres mandats (passés ou actuels)            |
| ---------------------- |  | ----- | ------ | --------------------------------------------- |
| Jérémy Bacchi          |  | PCF   | CRCE   |                                               |
| Guy Benarroche         |  | EÉLV  | EST    |                                               |
| Brigitte Devésa        |  | UDI   | ni     | En remplacement de Patrick Boré (LR), décédé. |
| Valérie Boyer          |  | LR    | LR     |                                               |
| Marie-Arlette Carlotti |  | PS    | SER    |                                               |
| Jean-Noël Guérini      |  | LF13  | RDSE   |                                               |
| Stéphane Le Rudulier   |  | LR    | LR     |                                               |
| Stéphane Ravier        |  | REC   | ni     |                                               |

### Conseillers départementaux

Cantons et affiliations à l'issue des élections de 2021.

| Canton              | Conseiller Sortant    | Parti | Parti | Conseiller élu               | Parti | Parti |
| ------------------- | --------------------- | ----- | ----- | ---------------------------- | ----- | ----- |
| Aix-en-Provence-1   | Jean-Pierre Bouvet    |       | LR    | Cyrille Blint                |       | Agir  |
| Aix-en-Provence-1   | Brigitte Devésa       |       | UDI   | Anne Rudisuhli               |       | LREM  |
| Aix-en-Provence-2   | Danièle Brunet        |       | UDI   | Laurence Angeletti           |       | LREM  |
| Aix-en-Provence-2   | Jean-Marc Perrin      |       | DVD   | Jean-Marc Perrin             |       | DVD   |
| Allauch             | Bruno Genzana         |       | UDI   | Lionel de Cala               |       | LR    |
| Allauch             | Véronique Miquelly    |       | LR    | Véronique Miquelly           |       | LR    |
| Arles               | Nicolas Koukas        |       | PCF   | Martial Alvarez              |       | DVG   |
| Arles               | Aurore Raoux          |       | PCF   | Mandy Graillon               |       | DVD   |
| Aubagne             | Sylvia Barthélémy     |       | UDI   | Judith Dossemont             |       | UDI   |
| Aubagne             | Gérard Gazay          |       | LR    | Gérard Gazay                 |       | LR    |
| Berre-l'Étang       | Christiane Pujol      |       | DLF   | Julie Arias                  |       | LR    |
| Berre-l'Étang       | Jean-Marie Verani     |       | LR    | Yannick Guérin               |       | LR    |
| Châteaurenard       | Corinne Chabaud       |       | LR    | Corinne Chabaud              |       | LR    |
| Châteaurenard       | Lucien Limousin       |       | LR    | Lucien Limousin              |       | LR    |
| La Ciotat           | Roland Giberti        |       | LR    | Patrick Ghigonetto           |       | DVD   |
| La Ciotat           | Danielle Milon        |       | LR    | Danielle Milon               |       | LR    |
| Gardanne            | Rosy Inaudi           |       | EÉLV  | Agnès Amiel                  |       | LR    |
| Gardanne            | Claude Jorda          |       | PCF   | Hervé Granier                |       | LR    |
| Istres              | Nicole Joulia         |       | PS    | Nicole Joulia                |       | PS    |
| Istres              | René Raimondi         |       | PS    | Jean Hetsch                  |       | PS    |
| Marignane           | Valérie Guarino       |       | LR    | Valérie Guarino              |       | LR    |
| Marignane           | Éric Le Dissès        |       | LR    | Éric Le Dissès               |       | LR    |
| Marseille-1         | Benoît Payan          |       | PS    | Benoît Payan                 |       | PS    |
| Marseille-1         | Michèle Rubirola      |       | EÉLV  | Sophie Camard                |       | GRS   |
| Marseille-2         | Jean-Noël Guérini     |       | LFD13 | Anthony Krehmeier            |       | PS    |
| Marseille-2         | Lisette Narducci      |       | LFD13 | Nouriati Djambaé             |       | EÉLV  |
| Marseille-3         | Henri Jibrayel        |       | TdP   | Sébastien Jibrayel           |       | PS    |
| Marseille-3         | Josette Sportiello    |       | PS    | Josette Sportiello           |       | PS    |
| Marseille-4         | Rebia Benarioua       |       | PS    | Azad Kazandjian              |       | PS    |
| Marseille-4         | Anne Di Marino        |       | PS    | Samia Ghali                  |       | DVG   |
| Marseille-5         | Haouaria Hadj-Chikh   |       | MdP   | Nora Preziosi                |       | LR    |
| Marseille-5         | Denis Rossi           |       | DVG   | Denis Rossi                  |       | DVG   |
| Marseille-6         | Christophe Masse      |       | TdP   | Sandrine D'Angio             |       | RN    |
| Marseille-6         | Geneviève Tranchida   |       | PS    | Cédric Dudieuzère            |       | RN    |
| Marseille-7         | Marine Pustorino      |       | LR    | Marine Pustorino             |       | LR    |
| Marseille-7         | Maurice Rey           |       | UDI   | Frédéric Collart             |       | LR    |
| Marseille-8         | Sylvie Carrega        |       | LR    | Alison Devaux                |       | MoDem |
| Marseille-8         | Thierry Santelli      |       | LR    | Thierry Santelli             |       | LR    |
| Marseille-9         | Laure-Agnès Caradec   |       | LR    | Laure-Agnès Caradec          |       | LR    |
| Marseille-9         | Didier Réault         |       | LR    | Didier Réault                |       | LR    |
| Marseille-10        | Lionel Royer-Perreaut |       | LR    | Lionel Royer-Perreaut        |       | LR    |
| Marseille-10        | Martine Vassal        |       | LR    | Martine Vassal               |       | LR    |
| Marseille-11        | Solange Biaggi        |       | LR    | Audrey Garino                |       | PCF   |
| Marseille-11        | Maurice Di Nocera     |       | UDI   | Yannick Ohanessian           |       | PS    |
| Marseille-12        | Sabine Bernasconi     |       | LR    | Sabine Bernasconi            |       | LR    |
| Marseille-12        | Yves Moraine          |       | LR    | Yves Moraine                 |       | LR    |
| Martigues           | Gérard Frau           |       | PCF   | Gérard Frau                  |       | PCF   |
| Martigues           | Évelyne Santoru-Joly  |       | PCF   | Magali Giorgetti             |       | PCF   |
| Pélissanne          | Hélène Gente-Ceaglio  |       | DVG   | Hélène Gente-Ceaglio         |       | DVG   |
| Pélissanne          | Jacky Gérard          |       | DVG   | Jacky Gérard                 |       | DVG   |
| Salon-de-Provence-1 | Marie-Pierre Callet   |       | LR    | Marie-Pierre Callet          |       | LR    |
| Salon-de-Provence-1 | Henri Pons            |       | UDI   | Henri Pons                   |       | UDI   |
| Salon-de-Provence-2 | Martine Amselem       |       | DVG   | Martine Amselem              |       | DVG   |
| Salon-de-Provence-2 | Yves Vidal            |       | PRG   | Yves Vidal                   |       | PRG   |
| Trets               | Jean-Claude Féraud    |       | LR    | Arnaud Mercier               |       | LR    |
| Trets               | Patricia Saez         |       | LR    | Béatrice Bonfillon-Chiavassa |       | DVD   |
| Vitrolles           | Richard Mallié        |       | LR    | Richard Mallié               |       | LR    |
| Vitrolles           | Sandra Saloum-Dalbin  |       | LR    | Amapola Ventron              |       | GÉ    |

### Conseillers régionaux
Présidence : Renaud Muselier (Bouches-du-Rhône)
|            | Parti    | Siège |
| ---------- | -------- | ----- |
| Majorité   |          |       |
|            | DVD      | 14    |
|            | LREM     | 6     |
|            | UDI      | 4     |
|            | LR       | 3     |
|            | MoDem    | 2     |
|            | Horizons | 2     |
|            | LC       | 1     |
|            | UCE      | 1     |
| Opposition |          |       |
|            | RN       | 8     |
|            | REC      | 5     |
|            | CNIP     | 1     |

### Maires

Carte des 119 communes des Bouches-du-Rhône au 1er janvier 2022.

| Commune         | Maire              |  | Parti    | Élection | Population |
| --------------- | ------------------ |  | -------- | -------- | ---------- |
| Marseille       | Benoît Payan       |  | PS       | 2020     | 850 726    |
| Aix-en-Provence | Sophie Joissains   |  | LR       | 2021     | 142 482    |
| Arles           | Patrick de Carolis |  | Horizons | 2020     | 52 548     |

### Les quatre communautés intercommunalités

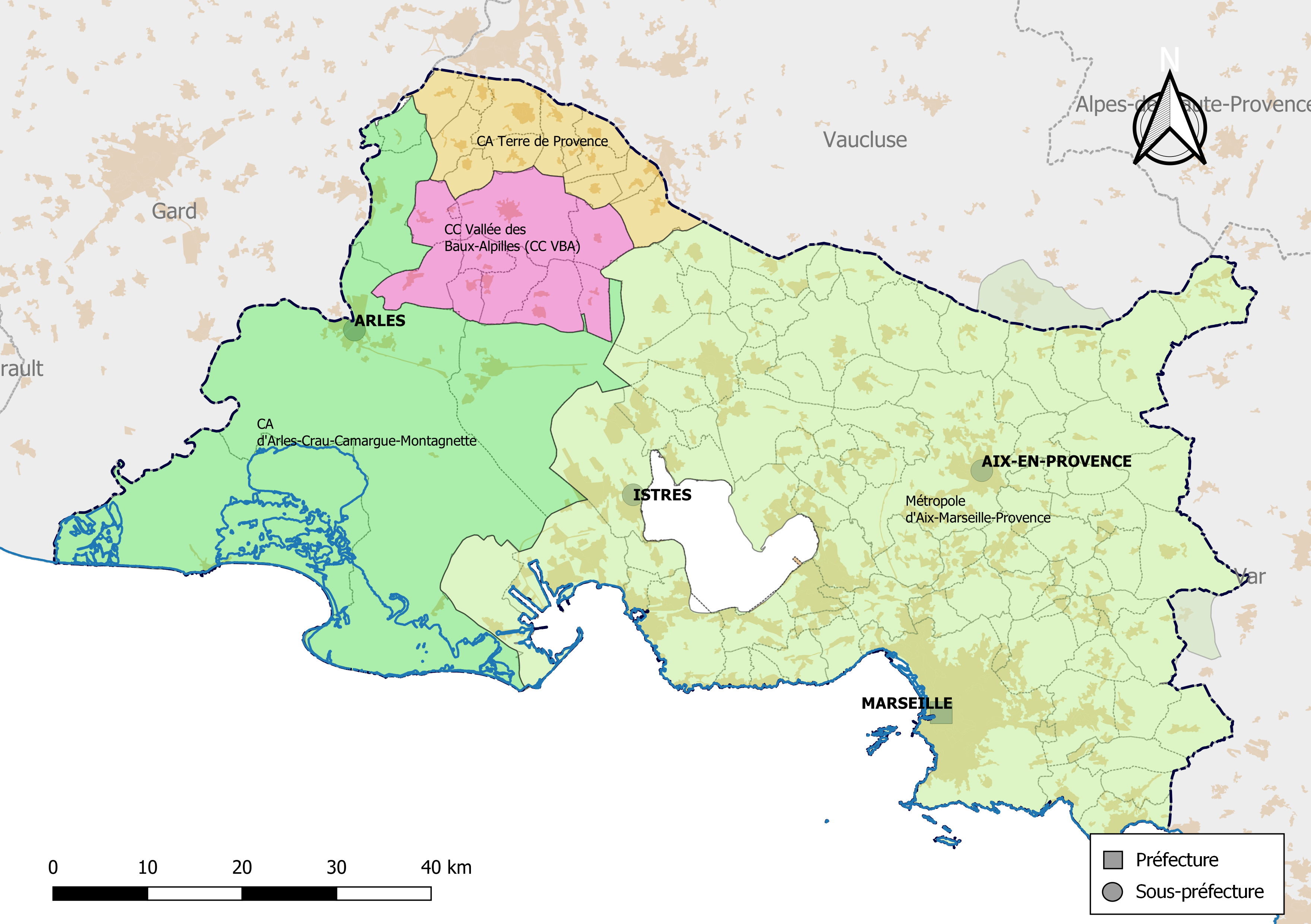
Communes et intercommunalités

| Forme juridique            | Nom                             | Nombre de communes | Président | Président          | Parti |
| -------------------------- | ------------------------------- | ------------------ | --------- | ------------------ | ----- |
| Métropole                  | Aix-Marseille-Provence          | 92                 |           | Martine Vassal     | LR    |
| Communauté d'agglomération | Arles-Crau-Camargue-Montagnette | 6                  |           | Patrick de Carolis | DVC   |
| Communauté d'agglomération | Terre de Provence               | 13                 |           | Corinne Chabaud    | LR    |
| Communauté de communes     | Vallée des Baux-Alpilles        | 10                 |           | Hervé Chérubini    | PS    |

## Résultats des élections

### Élections législatives
|      |      |      |      |      |      |      |      |      | 1re                                                | 1re                                                | 2e                                                 | 2e                                                 | 3e                                                 | 3e                                                 | 4e                                                 | 4e                                                 | 5e                                                 | 5e                                                 | 6e                                                 | 6e                                                 | 7e                                                 | 7e                                                 | 8e                                                 | 8e                                                 | 9e                                                 | 9e                                                 | 10e                                                | 10e                                                | 11e                                                | 11e                                                | 12e                                                | 12e                                                | 13e                                                | 13e                                                | 14e                                                | 14e                                                | 15e                                                | 15e                                                | 16e                                                | 16e                                                |
| ---- | ---- | ---- | ---- | ---- | ---- | ---- | ---- | ---- | -------------------------------------------------- | -------------------------------------------------- | -------------------------------------------------- | -------------------------------------------------- | -------------------------------------------------- | -------------------------------------------------- | -------------------------------------------------- | -------------------------------------------------- | -------------------------------------------------- | -------------------------------------------------- | -------------------------------------------------- | -------------------------------------------------- | -------------------------------------------------- | -------------------------------------------------- | -------------------------------------------------- | -------------------------------------------------- | -------------------------------------------------- | -------------------------------------------------- | -------------------------------------------------- | -------------------------------------------------- | -------------------------------------------------- | -------------------------------------------------- | -------------------------------------------------- | -------------------------------------------------- | -------------------------------------------------- | -------------------------------------------------- | -------------------------------------------------- | -------------------------------------------------- | -------------------------------------------------- | -------------------------------------------------- | -------------------------------------------------- | -------------------------------------------------- |
| 2024 | 2024 | 2024 | 2024 | 2024 | 2024 | 2024 | 2024 | 2024 |                                                    | RN                                                 |                                                    | PS                                                 |                                                    | RN                                                 |                                                    | LFI                                                |                                                    | GES                                                |                                                    | RAD                                                |                                                    | LFI                                                |                                                    | RN                                                 |                                                    | RN                                                 |                                                    | RN                                                 |                                                    | PS                                                 |                                                    | RN                                                 |                                                    | RN                                                 |                                                    | RAD                                                |                                                    | RN                                                 |                                                    | RN                                                 |
| 2022 | 2022 | 2022 | 2022 | 2022 | 2022 | 2022 | 2022 | 2022 |                                                    | LREM                                               |                                                    | LREM                                               |                                                    | RN                                                 |                                                    | LFI                                                |                                                    | LFI                                                |                                                    | LREM                                               |                                                    | LFI                                                |                                                    | LREM                                               |                                                    | RN                                                 |                                                    | RN                                                 |                                                    | MoDem                                              |                                                    | RN                                                 |                                                    | PCF                                                |                                                    | LREM                                               |                                                    | RN                                                 |                                                    | RN                                                 |
| 2017 | 2017 | 2017 | 2017 | 2017 | 2017 | 2017 | 2017 | 2017 |                                                    | LR                                                 |                                                    | LREM                                               |                                                    | LREM                                               |                                                    | LFI                                                |                                                    | LREM                                               |                                                    | LR                                                 |                                                    | LREM                                               |                                                    | LREM                                               |                                                    | LR                                                 |                                                    | LREM                                               |                                                    | MoDem                                              |                                                    | LR                                                 |                                                    | PCF                                                |                                                    | LREM                                               |                                                    | LR                                                 |                                                    | LREM                                               |
| 2012 | 2012 | 2012 | 2012 | 2012 | 2012 | 2012 | 2012 | 2012 |                                                    | UMP                                                |                                                    | UMP                                                |                                                    | PS                                                 |                                                    | PS                                                 |                                                    | PS                                                 |                                                    | UMP                                                |                                                    | PS                                                 |                                                    | PS                                                 |                                                    | UMP                                                |                                                    | EÉLV                                               |                                                    | UMP                                                |                                                    | PS                                                 |                                                    | FG                                                 |                                                    | PS                                                 |                                                    | UMP                                                |                                                    | PS                                                 |
| 2007 | 2007 | 2007 | 2007 | 2007 | 2007 | 2007 | 2007 | 2007 |                                                    | UMP                                                |                                                    | UMP                                                |                                                    | UMP                                                |                                                    | PS                                                 |                                                    | UMP                                                |                                                    | UMP                                                |                                                    | PS                                                 |                                                    | UMP                                                |                                                    | UMP                                                |                                                    | UMP                                                |                                                    | UMP                                                |                                                    | UMP                                                |                                                    | PCF                                                |                                                    | UMP                                                |                                                    | UMP                                                |                                                    | PS                                                 |
| 2002 | 2002 | 2002 | 2002 | 2002 | 2002 | 2002 | 2002 | 2002 |                                                    | UMP                                                |                                                    | UMP                                                |                                                    | UMP                                                |                                                    | PCF                                                |                                                    | UMP                                                |                                                    | UMP                                                |                                                    | PS                                                 |                                                    | PS                                                 |                                                    | UMP                                                |                                                    | UMP                                                |                                                    | UMP                                                |                                                    | UMP                                                |                                                    | PCF                                                |                                                    | UMP                                                |                                                    | UMP                                                |                                                    | UMP                                                |
| 1997 | 1997 | 1997 | 1997 | 1997 | 1997 | 1997 | 1997 | 1997 |                                                    | UDF                                                |                                                    | UDF                                                |                                                    | UDF                                                |                                                    | PCF                                                |                                                    | RPR                                                |                                                    | UDF                                                |                                                    | PS                                                 |                                                    | PS                                                 |                                                    | PCF                                                |                                                    | PCF                                                |                                                    | UDF                                                |                                                    | PS                                                 |                                                    | PCF                                                |                                                    | RPR                                                |                                                    | RPR                                                |                                                    | PS                                                 |
| 1993 | 1993 | 1993 | 1993 | 1993 | 1993 | 1993 | 1993 | 1993 |                                                    | UDF                                                |                                                    | UDF                                                |                                                    | UDF                                                |                                                    | PCF                                                |                                                    | RPR                                                |                                                    | UDF                                                |                                                    | RPR                                                |                                                    | PS                                                 |                                                    | PCF                                                |                                                    | MRG                                                |                                                    | UDF                                                |                                                    | PS                                                 |                                                    | UDF                                                |                                                    | RPR                                                |                                                    | RPR                                                |                                                    | RPR                                                |
| 1988 | 1988 | 1988 | 1988 | 1988 | 1988 | 1988 | 1988 | 1988 |                                                    | UDF                                                |                                                    | UDF                                                |                                                    | PS                                                 |                                                    | PCF                                                |                                                    | PS                                                 |                                                    | UDF                                                |                                                    | PS                                                 |                                                    | PS                                                 |                                                    | PCF                                                |                                                    | PS                                                 |                                                    | UDF                                                |                                                    | PS                                                 |                                                    | PCF                                                |                                                    | UDF                                                |                                                    | RPR                                                |                                                    | PS                                                 |
| 1986 | 1986 | 1986 | 1986 | 1986 | 1986 | 1986 | 1986 | 1986 | Scrutin proportionnel plurinominal par département | Scrutin proportionnel plurinominal par département | Scrutin proportionnel plurinominal par département | Scrutin proportionnel plurinominal par département | Scrutin proportionnel plurinominal par département | Scrutin proportionnel plurinominal par département | Scrutin proportionnel plurinominal par département | Scrutin proportionnel plurinominal par département | Scrutin proportionnel plurinominal par département | Scrutin proportionnel plurinominal par département | Scrutin proportionnel plurinominal par département | Scrutin proportionnel plurinominal par département | Scrutin proportionnel plurinominal par département | Scrutin proportionnel plurinominal par département | Scrutin proportionnel plurinominal par département | Scrutin proportionnel plurinominal par département | Scrutin proportionnel plurinominal par département | Scrutin proportionnel plurinominal par département | Scrutin proportionnel plurinominal par département | Scrutin proportionnel plurinominal par département | Scrutin proportionnel plurinominal par département | Scrutin proportionnel plurinominal par département | Scrutin proportionnel plurinominal par département | Scrutin proportionnel plurinominal par département | Scrutin proportionnel plurinominal par département | Scrutin proportionnel plurinominal par département | Scrutin proportionnel plurinominal par département | Scrutin proportionnel plurinominal par département | Scrutin proportionnel plurinominal par département | Scrutin proportionnel plurinominal par département | Scrutin proportionnel plurinominal par département | Scrutin proportionnel plurinominal par département |
| 1981 | 1981 | 1981 | 1981 | 1981 | 1981 | 1981 | 1981 | 1981 |                                                    | RPR                                                |                                                    | UDF                                                |                                                    | PS                                                 |                                                    | PCF                                                |                                                    | PS                                                 |                                                    | PCF                                                |                                                    | PS                                                 |                                                    | PS                                                 |                                                    | PS                                                 |                                                    | PCF                                                |                                                    | PCF                                                |                                                    |                                                    |                                                    |                                                    |                                                    |                                                    |                                                    |                                                    |                                                    |                                                    |
| 1978 | 1978 | 1978 | 1978 | 1978 | 1978 | 1978 | 1978 | 1978 |                                                    | RPR                                                |                                                    | UDF                                                |                                                    | PS                                                 |                                                    | PCF                                                |                                                    | PCF                                                |                                                    | PCF                                                |                                                    | PCF                                                |                                                    | PCF                                                |                                                    | PS                                                 |                                                    | PCF                                                |                                                    | PCF                                                |                                                    |                                                    |                                                    |                                                    |                                                    |                                                    |                                                    |                                                    |                                                    |                                                    |
| 1973 | 1973 | 1973 | 1973 | 1973 | 1973 | 1973 | 1973 | 1973 |                                                    | UDR                                                |                                                    | PS                                                 |                                                    | PS                                                 |                                                    | PCF                                                |                                                    | PCF                                                |                                                    | PCF                                                |                                                    | PCF                                                |                                                    | PS                                                 |                                                    | PS                                                 |                                                    | PCF                                                |                                                    | PCF                                                |                                                    |                                                    |                                                    |                                                    |                                                    |                                                    |                                                    |                                                    |                                                    |                                                    |
| 1968 | 1968 | 1968 | 1968 | 1968 | 1968 | 1968 | 1968 | 1968 |                                                    | UDR                                                |                                                    | UDR                                                |                                                    | FGDS                                               |                                                    | PCF                                                |                                                    | RI                                                 |                                                    | PCF                                                |                                                    | PCF                                                |                                                    | FGDS                                               |                                                    | FGDS                                               |                                                    | PCF                                                |                                                    | FGDS                                               |                                                    |                                                    |                                                    |                                                    |                                                    |                                                    |                                                    |                                                    |                                                    |                                                    |
| 1967 | 1967 | 1967 | 1967 | 1967 | 1967 | 1967 | 1967 | 1967 |                                                    | FGDS                                               |                                                    | FGDS                                               |                                                    | FGDS                                               |                                                    | PCF                                                |                                                    | PCF                                                |                                                    | PCF                                                |                                                    | PCF                                                |                                                    | FGDS                                               |                                                    | FGDS                                               |                                                    | PCF                                                |                                                    | FGDS                                               |                                                    |                                                    |                                                    |                                                    |                                                    |                                                    |                                                    |                                                    |                                                    |                                                    |
| 1962 | 1962 | 1962 | 1962 | 1962 | 1962 | 1962 | 1962 | 1962 |                                                    | UNR-UDT                                            |                                                    | SFIO                                               |                                                    | SFIO                                               |                                                    | PCF                                                |                                                    | PCF                                                |                                                    | PCF                                                |                                                    | PCF                                                |                                                    | SFIO                                               |                                                    | SFIO                                               |                                                    | PCF                                                |                                                    | SFIO                                               |                                                    |                                                    |                                                    |                                                    |                                                    |                                                    |                                                    |                                                    |                                                    |                                                    |
| 1958 | 1958 | 1958 | 1958 | 1958 | 1958 | 1958 | 1958 | 1958 |                                                    | CNIP                                               |                                                    | Modérés                                            |                                                    | CNIP                                               |                                                    | PCF                                                |                                                    | CNIP                                               |                                                    | SFIO                                               |                                                    | PCF                                                |                                                    | UNR                                                |                                                    | UNR                                                |                                                    | SFIO                                               |                                                    | SFIO                                               |                                                    |                                                    |                                                    |                                                    |                                                    |                                                    |                                                    |                                                    |                                                    |                                                    |

### Les votes lors du second tour des présidentielles
Ce tableau retrace l'évolution des votes du département de 1974 à 2012 lors du second tour des élections présidentielles ayant opposé un candidat de droite à un candidat de gauche.

### Élections européennes
- Élections européennes de 2024 :

| - Liste Bardella (RN-LAF) - Liste Aubry (LFI) - Liste Hayer (ENS-UDI) | |           |        |
| Liste Étiquette politique (partis et alliances)                       | Liste Étiquette politique (partis et alliances) | Voix      | %      |
|                                                                       | La France revient ! Avec Jordan Bardella et Marine Le Pen Rassemblement national et L'Avenir français | 271 168   | 36,85  |
|                                                                       | La France insoumise - Union populaire La France insoumise, Parti ouvrier indépendant, Révolution écologique pour le vivant, Péyi-A, Pour La Réunion et Gauche écosocialiste                                        | 98 827    | 13,43  |
|                                                                       | Besoin d'Europe Ensemble et Union des démocrates et indépendants | 83 772    | 11,38  |
|                                                                       | Réveiller l'Europe Parti socialiste et Place publique | 81 185    | 11,03  |
|                                                                       | La France fière, menée par Marion Maréchal et soutenue par Éric Zemmour Reconquête et Mouvement conservateur | 49 476    | 6,72   |
|                                                                       | La droite pour faire entendre la voix de la France en Europe Les Républicains et Les Centristes | 40 126    | 5,45   |
|                                                                       | Europe Écologie Les Écologistes – EELV et Alternative alsacienne | 35 250    | 4,79   |
|                                                                       | Gauche unie pour le monde du travail soutenue par Fabien Roussel Parti communiste français, Fédération de la gauche républicaine, Parti communiste réunionnais, Parti communiste martiniquais et Humains et dignes | 19 312    | 2,62   |
|                                                                       | Parti animaliste - Les animaux comptent, votre voix aussi Parti animaliste | 11 948    | 1,62   |
|                                                                       | Alliance rurale Résistons | 9 480     | 1,29   |
|                                                                       | Écologie au centre , Égalité Europe Écologie, Régions unies d'Europe, Génération animal, Jeunes Ecqo et La France autrement                                                                                        | 7 669     | 1,04   |
|                                                                       | Liste Asselineau-Frexit, pour le pouvoir d'achat et pour la paix Union populaire républicaine | 7 631     | 1,04   |
|                                                                       | L'Europe ça suffit ! Les Patriotes et Via, la voie du peuple | 7 200     | 0,98   |
|                                                                       | Écologie positive et territoires Écologie positive, Cap21, France Écologie, Le Trèfle - Les nouveaux écologistes, Les Universalistes, 100 % citoyens, Le Mouvement pour les animaux et Parti nationaliste basque   | 3 268     | 0,44   |
|                                                                       | Lutte ouvrière - Le camp des travailleurs Lutte ouvrière et Combat ouvrier | 2 087     | 0,28   |
|                                                                       | Équinoxe : écologie pratique et renouveau démocratique Équinoxe | 1 434     | 0,19   |
|                                                                       | Parti pirate | 1 246     | 0,17   |
|                                                                       | Europe Territoires Écologie Parti radical de gauche, Régions et peuples solidaires, Volt France, Mouvement des progressistes, Mouvement des citoyens et Collectif des sociaux-démocrates réformateurs              | 1 231     | 0,17   |
|                                                                       | Pour un monde sans frontières ni patrons, urgence révolution ! Nouveau Parti anticapitaliste – Révolutionnaires | 830       | 0,11   |
|                                                                       | Changer l'Europe Nouvelle Donne et Allons enfants | 540       | 0,07   |
|                                                                       | Non à l'UE et à l'OTAN, communistes pour la paix et le progrès social Association nationale des communistes | 385       | 0,05   |
|                                                                       | PACE - Parti des citoyens européens, pour l'armée européenne, pour l'Europe sociale, pour la planète ! Parti des citoyens européens et La France a des Elles                                                       | 270       | 0,04   |
|                                                                       | « Pour le pain, la paix, la liberté ! » présentée par le Parti des travailleurs Parti des travailleurs | 210       | 0,03   |
|                                                                       | Nous le peuple République souveraine et L'Appel au peuple | 205       | 0,03   |
|                                                                       | Espéranto langue commune Europe Démocratie Espéranto | 200       | 0,03   |
|                                                                       | Pour une autre Europe Fédération citoyenne | 166       | 0,02   |
|                                                                       | France libre Extrême droite | 135       | 0,02   |
|                                                                       | France libre Extrême droite | 135       | 0,02   |
|                                                                       | La ruche citoyenne La Ruche citoyenne | 112       | 0,02   |
|                                                                       | Forteresse Europe - Liste d'unité nationaliste Les Nationalistes | 109       | 0,01   |
|                                                                       | Free Palestine Union des démocrates musulmans français | 84        | 0,01   |
|                                                                       | Défendre les enfants Droits du parent et de l'enfant | 76        | 0,01   |
|                                                                       | Paix et Décroissance Écologiste, Objecteurs de croissance, Brouette et Décroissance Élections | 75        | 0,01   |
|                                                                       | Non ! Prenons-nous en mains Rester libre | 73        | 0,01   |
|                                                                       | Pour une démocratie réelle : décidons nous-mêmes ! Décidons nous-mêmes ! | 30        | 0,00   |
|                                                                       | Démocratie représentative | 25        | 0,00   |
|                                                                       | Liberté démocratique française et Nouvelle émergence patriotique | 19        | 0,00   |
|                                                                       | Pour une humanité souveraine Changement citoyen | 8         | 0,00   |
|                                                                       | Parti révolutionnaire Communistes | 8         | 0,00   |
|                                                                       | |           |        |
| Inscrits                                                              | Inscrits | 1 439 869 | 100,00 |
| Abstentions                                                           | Abstentions | 688 985   | 47,85  |
| Votants                                                               | Votants | 750 884   | 52,15  |
| Blancs                                                                | Blancs | 7 104     | 0,95   |
| Nuls                                                                  | Nuls | 7 910     | 1,05   |
| Exprimés                                                              | Exprimés | 735 870   | 98,00  |
| Source : Ministère de l'Intérieur - Bouches-du-Rhône                  | |           |        |

- Élections européennes de 2019 :

| - Liste Loiseau (LREM, Maj.prés.) - Liste Jadot (EELV-R&PS) - Liste Bardella (RN) | |           |        |
| Liste Étiquette politique (partis et alliances)                                   | Liste Étiquette politique (partis et alliances) | Voix      | %      |
|                                                                                   | Prenez le pouvoir, liste soutenue par Marine Le Pen Rassemblement national | 188 056   | 29,46  |
|                                                                                   | Renaissance soutenue par La République en marche, le MoDem et ses partenaires La République en marche, Mouvement démocrate, Agir, Mouvement radical, Union des démocrates et des écologistes et Alliance centriste | 125 754   | 19,7   |
|                                                                                   | Europe Écologie Europe Écologie Les Verts, Alliance écologiste indépendante et Régions et peuples solidaires | 81 860    | 12,82  |
|                                                                                   | Union de la droite et du centre Les Républicains, Les Centristes et Chasse, pêche, nature et traditions | 48 907    | 7,66   |
|                                                                                   | La France insoumise La France insoumise, Parti de gauche, Gauche républicaine et socialiste et Mouvement républicain et citoyen                                                                                    | 44 873    | 7,03   |
|                                                                                   | Envie d'Europe écologique et sociale Parti socialiste, Place publique, Nouvelle Donne et Parti radical de gauche                                                                                                   | 30 153    | 4,72   |
|                                                                                   | Pour l'Europe des gens, contre l'Europe de l'argent Parti communiste français et République et socialisme | 24 135    | 3,78   |
|                                                                                   | Le courage de défendre les Français avec Nicolas Dupont-Aignan. Debout la France ! – CNIP Debout la France et Centre national des indépendants et paysans                                                          | 20 098    | 3,15   |
|                                                                                   | Liste citoyenne du Printemps européen avec Benoît Hamon soutenue par Génération.s et DéME-DiEM25 Génération.s | 15 289    | 2,4    |
|                                                                                   | Urgence écologie Génération écologie, Mouvement écologiste indépendant, Mouvement des progressistes et Union des démocrates et des écologistes                                                                     | 12 081    | 1,89   |
|                                                                                   | Parti animaliste Parti animaliste | 11 273    | 1,77   |
|                                                                                   | Les Européens Union des démocrates et indépendants, Force européenne démocrate et La Gauche moderne | 10 645    | 1,67   |
|                                                                                   | Ensemble pour le Frexit Union populaire républicaine | 8 081     | 1,27   |
|                                                                                   | Ensemble Patriotes et Gilets jaunes : pour la France, sortons de l'Union européenne ! Les Patriotes | 4 647     | 0,73   |
|                                                                                   | Alliance jaune, la révolte par le vote Sans étiquette | 3 777     | 0,59   |
|                                                                                   | Lutte ouvrière – contre le grand capital, le camp des travailleurs Lutte ouvrière | 2 962     | 0,46   |
|                                                                                   | Union pour une Europe au service des peuples Union des démocrates musulmans français | 1 866     | 0,29   |
|                                                                                   | Les oubliés de l'Europe – artisans, commerçants, professions libérales et indépendants – ACPLI Coordination nationale des indépendants                                                                             | 1 191     | 0,19   |
|                                                                                   | Parti pirate Parti pirate | 884       | 0,14   |
|                                                                                   | Espéranto – langue commune équitable pour l'Europe Europe Démocratie Espéranto | 461       | 0,07   |
|                                                                                   | Parti fédéraliste européen – Pour une Europe qui protège ses citoyens Parti fédéraliste européen | 420       | 0,07   |
|                                                                                   | Décroissance 2019 Parti pour la décroissance | 171       | 0,03   |
|                                                                                   | PACE – Parti des citoyens européens Parti des citoyens européens | 153       | 0,02   |
|                                                                                   | Allons enfants Allons enfants, le parti de la jeunesse | 146       | 0,02   |
|                                                                                   | Évolution citoyenne Sans étiquette | 80        | 0,01   |
|                                                                                   | Mouvement pour l'initiative citoyenne Mouvement pour l'initiative citoyenne | 69        | 0,01   |
|                                                                                   | À voix égales Sans étiquette | 59        | 0,01   |
|                                                                                   | Une France royale au cœur de l'Europe Alliance royale | 56        | 0,01   |
|                                                                                   | Liste de la reconquête Dissidence française | 49        | 0,01   |
|                                                                                   | Démocratie représentative La révolution est en marche | 35        | 0,01   |
|                                                                                   | Union démocratique pour la liberté, égalité, fraternité (UDLEF) Union démocratique pour la liberté, égalité, fraternité                                                                                            | 25        | 0,00   |
|                                                                                   | La ligne claire Parti de l'in-nocence et Souveraineté, identité et libertés | 24        | 0,00   |
|                                                                                   | Neutre et actif Sans étiquette | 21        | 0,00   |
|                                                                                   | Parti révolutionnaire Communistes Parti révolutionnaire Communistes | 13        | 0,00   |
|                                                                                   | |           |        |
| Inscrits                                                                          | Inscrits | 1 365 345 | 100,00 |
| Abstentions                                                                       | Abstentions | 705 349   | 51,66  |
| Votants                                                                           | Votants | 659 996   | 48,34  |
| Blancs                                                                            | Blancs | 11 543    | 1,75   |
| Nuls                                                                              | Nuls | 10 139    | 1,54   |
| Exprimés                                                                          | Exprimés | 638 314   | 96,71  |
| Source : Ministère de l'Intérieur - Bouches-du-Rhône                              | |           |        |